# ياش (ممثل)
ياش هو ممثل هندي، ولد في 8 يناير 1986 في الهند. بدأ مشواره المهني سنة 2006، ومن الجوائز التي نالها جائزة فيلم فير جنوب.

## جوائز
- جائزة فيلم فير جنوب

## وصلات خارجية
- ياش على موقع IMDb (الإنجليزية)
- ياش على موقع ميوزك برينز (الإنجليزية)
- ياش على موقع قاعدة بيانات الفيلم (الإنجليزية)
- ياش على موقع كينوبويسك (الروسية)